# Red Krayola
Red Krayola (оригінальна назва — Red Crayola) — американський авангардний рок-гурт, створений 1966 року в Х'юстоні, штат Техас, як тріо у складі вокаліста й гітариста Мейо Томпсона, басиста Стіва Каннінгема та барабанщика Фредеріка Бартелма. Гурт був провідним представником техаської психоделічної музичної сцени другої половини 1960-х рр. і своїм новаторським, експериментальним підходом до використання шуму та вільної імпровізації завоював репутацію у колі любителів експериментального року. Наприкінці 1960-х рр., після запису трьох альбомів (один з яких побачив світло лише через тридцять років) гурт розпався, але відродилась наприкінці 1970-х рр., коли Томпсон переїхав до Великої Британії, де знайшов чимало прихильників у гурті британських панк- і пост-панк-музикантів.
За більше як п'ятдесят років свого існування колективу склад Red Krayola неодноразово змінювався: Томпсон є єдиним постійним музикантом і лідером гурту. В середині 1990-х рр. Томпсон повернувся до США, підписав контракт з Drag City і випустив цілу низку нових альбомів, в тому числі у співпраці з гуртом художників-концептуалістів Art & Language.

## Історія гурту
Red Krayola (або Red Crayola) — відомий імпровізаційний психоделічний рок-гурт з Г'юстона (Техас), заснований 1966 року Мейо Томпсоном (вокал, гітара), Стівом Каннінгемом (бас-гітара) та Фредеріком Бартелмом (барабани). Дуже швидко Red Crayola завоювали репутацію сміливого новаторського гурту, що не боїться розширювати кордони допустимого у музиці.
На початку 1967 року Red Crayola підписали контракт з лейблом International Artists, який видав їхній дебютний, експериментальний альбом The Parable of Arable Land. Того ж року гурт записав ще більш новаторський другий альбом Coconut Hotel, який через побоювання лейблу, що платівка не знайде покупців, побачив світло лише 1995 року (на Drag City). Гурт виступив на кількох музичних фестивалях у Каліфорнії, де було записано концертний альбом Live 1967. Після повернення до Техасу гурт розійшовся з International Artists і невдовзі розпався.
Наступного 1968 року International Artists зв'язалися з Томпсоном з приводу видання нового альбому. Приблизно в той же час Binney & Smith, компанія-виробник олівці Crayola, домоглася заборони на використовування слова «crayola», і гурт був змушений змінити назву на Red Krayola. Того ж року Томпсон і Каннінгем у співпраці з барабанщиком Томмі Смітом записали альбом God Bless the Red Krayola and All Who Sail with It, який, одначе продавався дуже погано.
Томпсон поїхав до Великої Британії, де зібрав новий склад Red Krayola і записав альбом Soldier Talk (1979). До середини 1990-х рр. платівки гурту в США не виходили. У середині 1990-х рр. до музики Red Krayola вияви інтерес чиказький лейбл Drag City, що він 1994 року випустив перший за багатьох років американський альбом The Red Krayola. Відтоді друком вийшло не менше десяти альбомів, серед яких Fingerpainting (1999), Introduction (2006), Five America Portraits (2010, у співпраці з Art & Language). Гурт епізодично дає концерти в Північній Америці та Європі.

## Дискографія
- The Parable of Arable Land (LP, International Artists, 1967) Разом з Familiar Ugly.
- God Bless The Red Krayola and All Who Sail with It (LP, International Artists, 1968)
- Corrected Slogans (LP, Music-Language, 1976) Разом з Art & Language.
- Soldier-Talk (LP, Radar, 1979)
- Kangaroo? (LP/CS, Rough Trade, 1981) Разом з Art & Language.
- Three Songs on a Trip to the United States & The Red Crayola, Bismarckstrasse, 50 (LP, Pure Freude, 1983)
- Black Snakes (LP, RecRec Music, 1983) Разом з Art & Language.
- Malefactor, Ade (LP, Glass Rec., 1989)
- The Red Krayola (LP/CD/CS, Drag City, 1994)
- Coconut Hotel (LP/CD, Drag City, 1995) Запис з 1967 р.
- Hazel (LP/CD, Drag City, 1996)
- Deliverance (CD, 1996)
- Live 1967 (2xCD, Drag City, 1998) Концертні записи з 1967 р.
- Fingerpainting (LP/CD, Drag City, 1999)
- Blues, Hollers and Hellos (EP/CD, Drag City, 2000)
- Japan In Paris In L.A. (CD, Drag City, 2004)
- Singles (CD, 2004) Збірка.
- Live in Paris: Bataclan Le 13/12/1978 (CD, 	Sordide Sentimental, 2005) Запис виступу в Bataclan (Париж) 13 грудня 1978 р.
- Introduction (LP/CD, Drag City, 2006)
- Hurricane Fighter Plane (2xCD, Atom, 2006) Збірка.
- Sighs Trapped by Liars (CD, Drag City, 2007) Разом з Art & Language.
- Fingerpointing (CD, Drag City, 2008)
- Five American Portraits (LP/CD, Drag City, 2010) Разом з Art & Language.
- Baby and Child Care (LP/CD, Drag City, 2016) Разом з Art & Language.